# Kölner Bäche

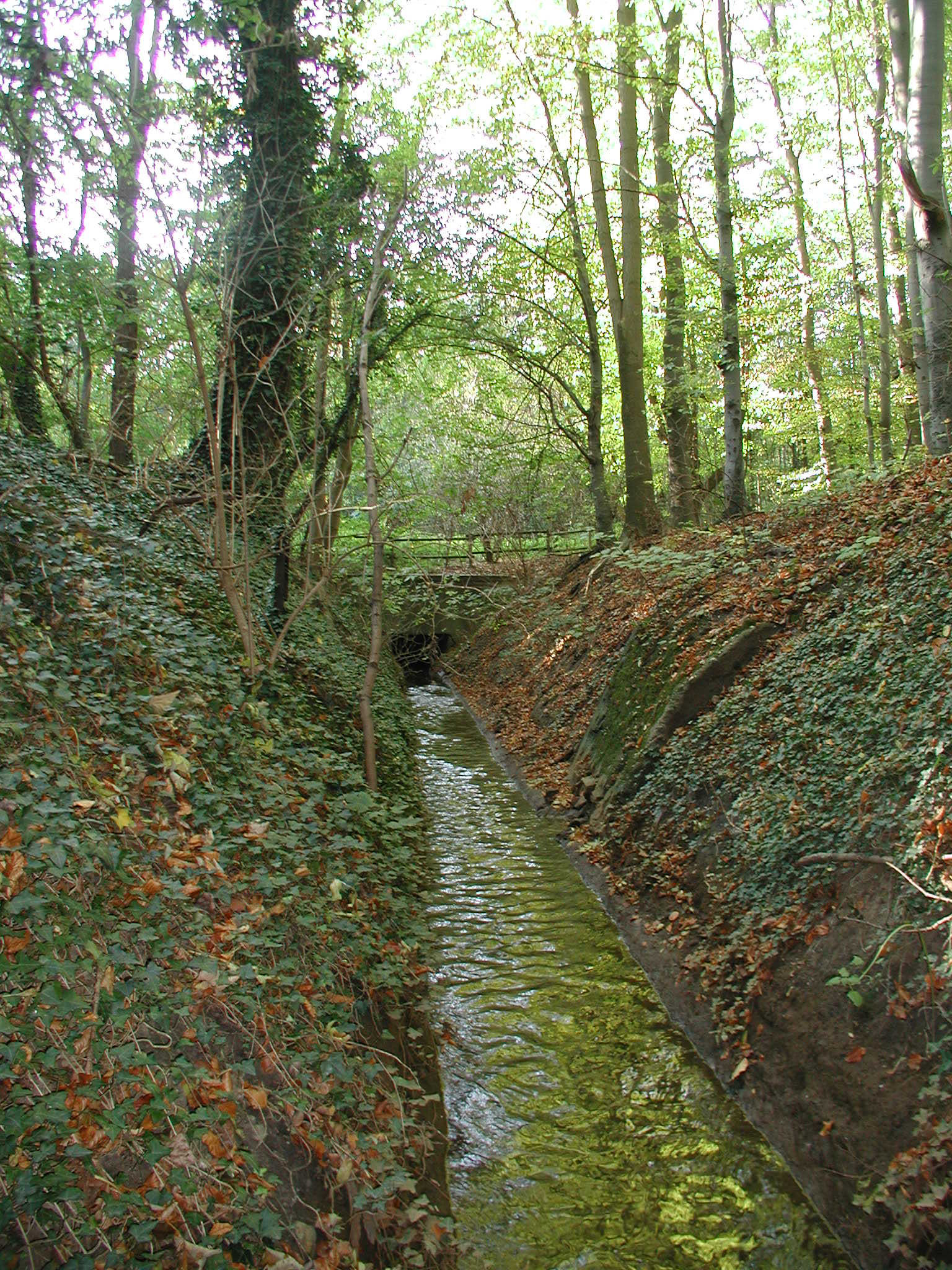
Der Duffesbach, an der Grenze zu Efferen auf Kölner Gebiet

Die Bäche, mundartlich und ursprünglich für den gesamten Verlauf auch de Baach, bilden heute einen Straßenzug in Köln. Die Bezeichnung geht auf den ehemals auch Hürther Bach genannten Duffesbach zurück.

## Vorgeschichte
Schon bevor das römische Köln, die damalige CCAA, Colonia Claudia Ara Agrippinensium, im Jahre 89 nach Christi Geburt den Status einer Provinzhauptstadt erhielt und die lange römische Eifelwasserleitung gebaut wurde, versorgte der Duffesbach mit seinen zugeführten Hürther Quellbächen als „Hürther Leitung“ die Stadt mit frischem Trinkwasser. Nach Verfall der Leitung in der nachrömischen Zeit blieb der Wasserlauf als Bach bestehen. Er diente dann den an seinen Ufern gelegenen städtischen Gewerben und den anliegenden Weingärten zur Wasserversorgung. Auch war er Namensgeber vieler an ihm gelegenen Straßen der mittelalterlichen Stadt.

## Der Namensgeber

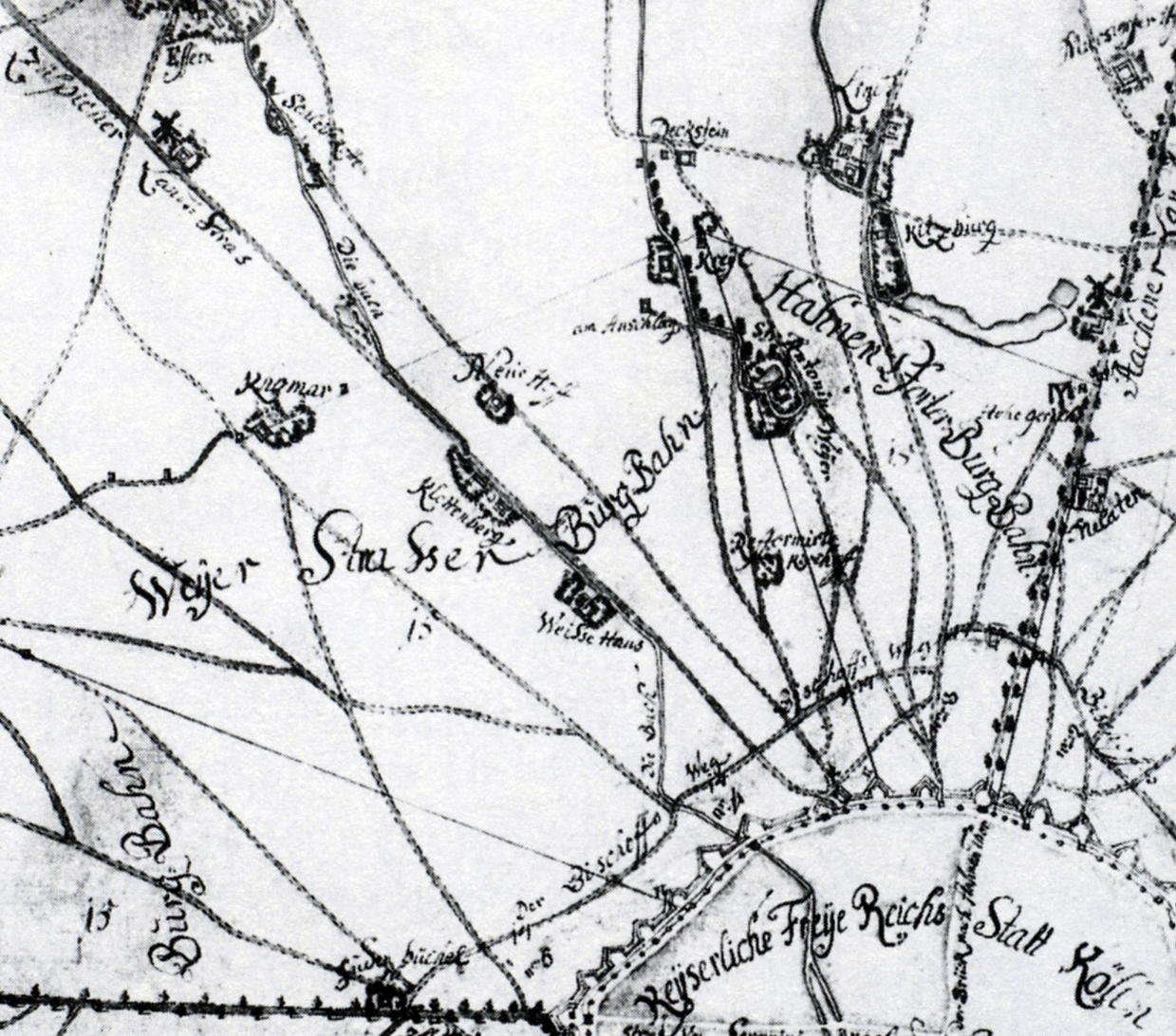
Der Verlauf des Duffesbaches, Kölner Schweid (1609)

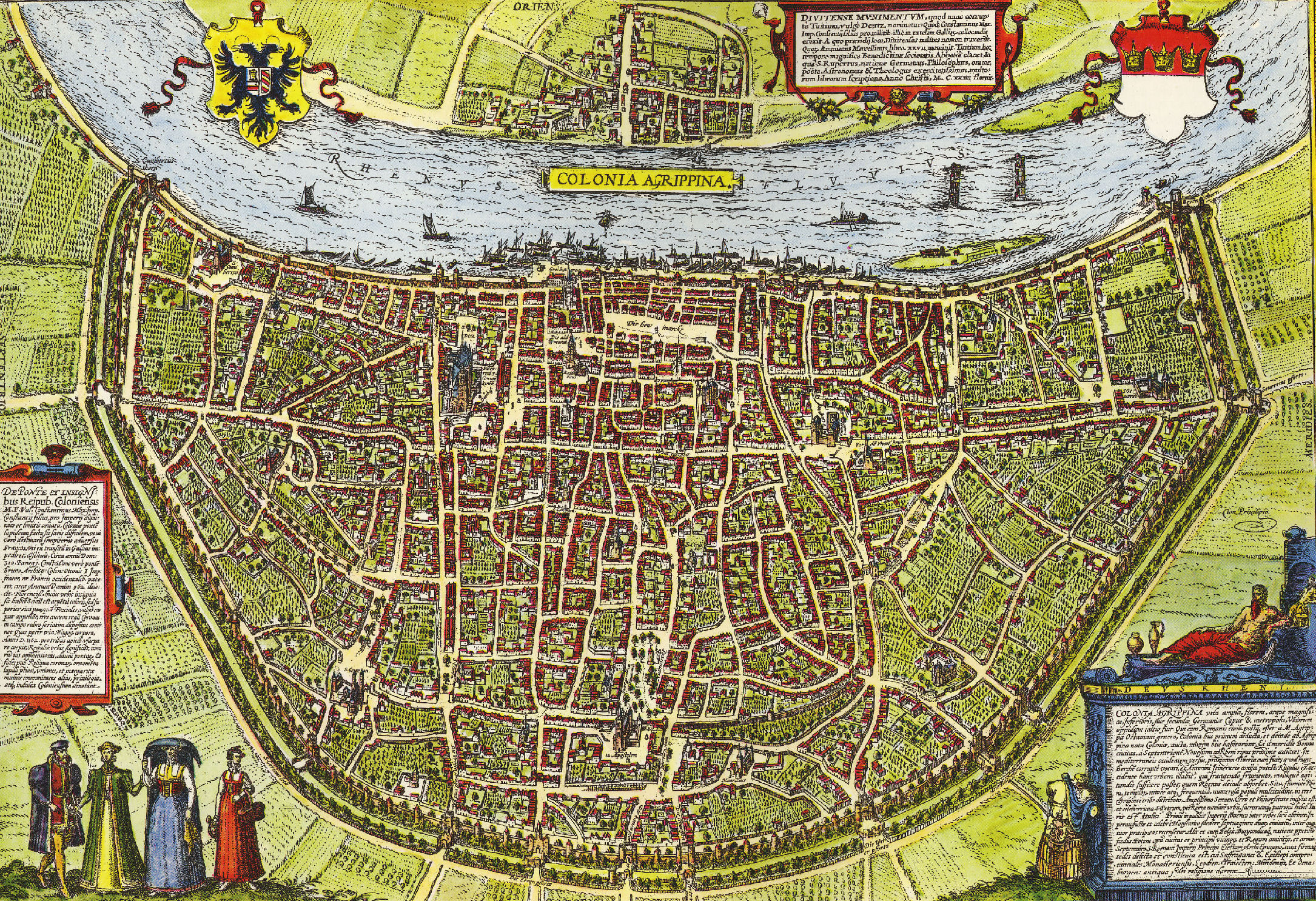
Köln, ca. 16. Jh.

Der bei Hürth-Knapsack entspringende (Ortslage: ehemaliger Knapsacker Bahnhof), heute überwiegend unterirdisch und kanalisiert fließende Duffesbach durchquert die Hürther Stadtteile Alt-Hürth, Hermülheim und Efferen und trifft jenseits der A 4 in Köln-Sülz auf Kölner Stadtgebiet. Er fließt dann weiter durch den Stadtteil Köln-Klettenberg und erreicht die Kölner Innenstadt in der Höhe des Eifelwalls. Heutzutage fließt der Bach dann auf einer Länge von fünf Kilometern weiter in einer Verrohrung bis zum Rhein. Die Verrohrung war Gegenstand einer Sanierung im Jahre 2008 durch die Stadtentwässerungsbetriebe Köln AöR.

## Die Bäche im alten Köln

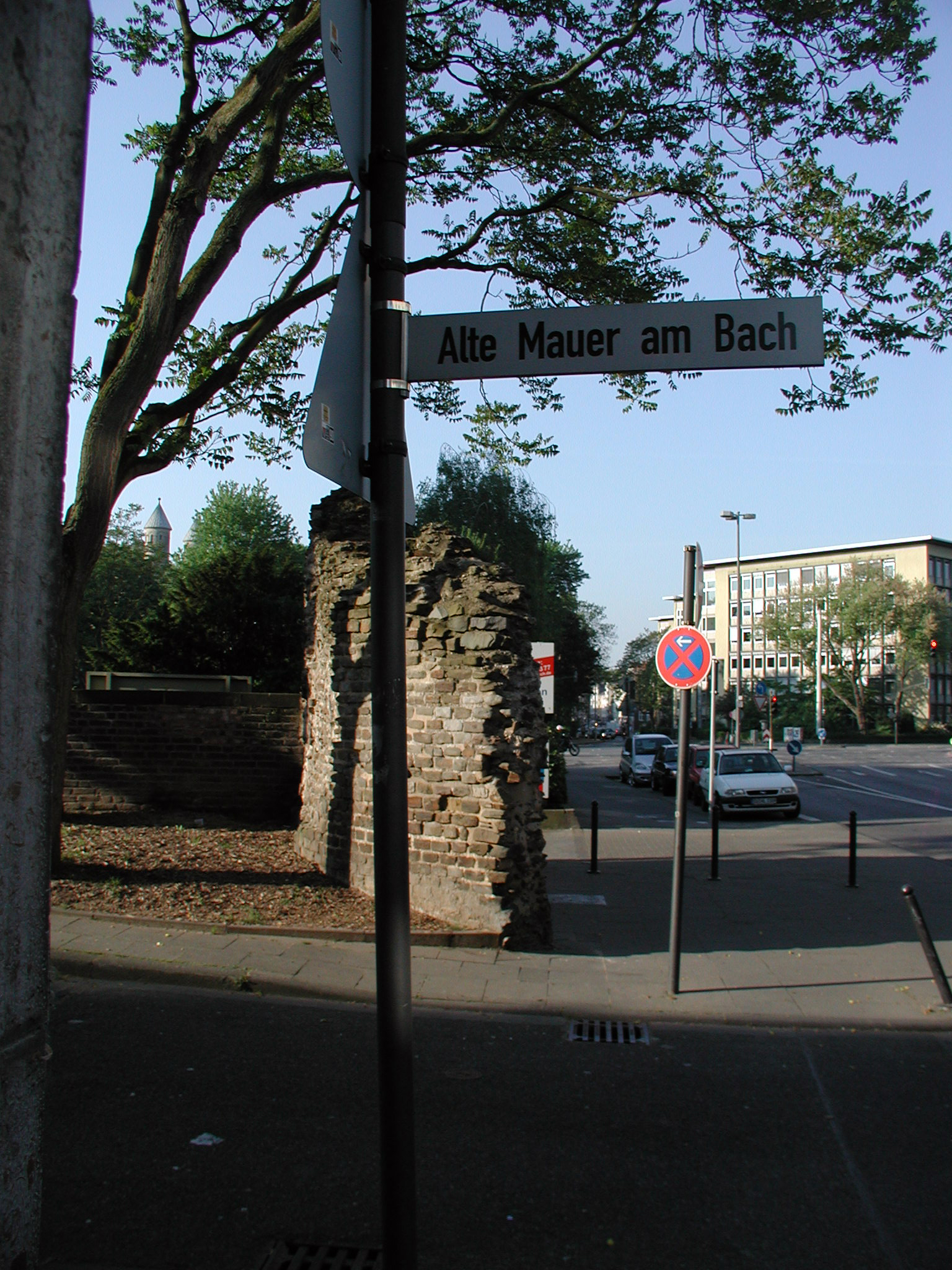
Alte Mauer am Bach

Der Wasserlauf des Duffesbaches wurde im frühen Köln einfach nur „de Baach“ genannt, die ihn begleitenden Straßen hießen oftmals nur „up de bach“, „op der Baach“, lateinisch "in ripa" (in, auf dem Bachufer).
Spätere Differenzierungen beziehungsweise offizielle Benennungen in Mühlen-, Blau-, Rot(h)gerber- und Weidenbach oder Bachstraße erfolgten erst unter französischer Verwaltung in den Jahren 1812/13. Auf Vorschlag von Professor Ferdinand Franz Wallraf wurde damals bei den Umbenennungen der historische Hintergrund des jeweiligen Namens zu Grunde gelegt. Die deutschen Bezeichnungen nach der französischen Herrschaft folgten in gleicher Weise.
Seinen weiteren Weg kennzeichnen die noch heute gültigen Straßennamen:

### Duffesbach

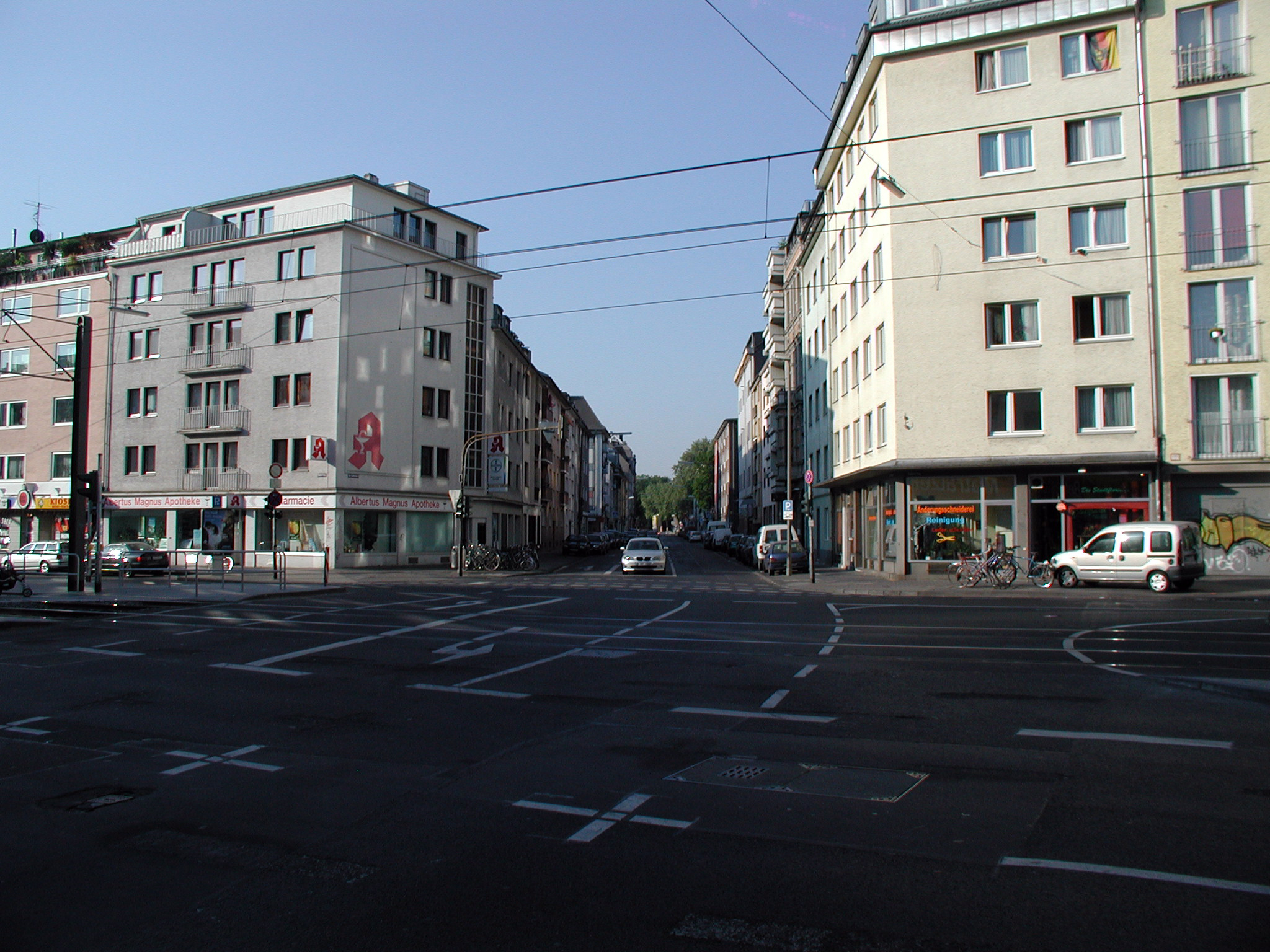
Blick in die Straße "Am Duffesbach"

Die Straße „Am Duffesbach“ liegt zwischen dem Eifelplatz und dem Salierring im heutigen Kölner Stadtteil Neustadt-Süd.
Der Name Duffesbach ist von einer an ihm gelegenen Mühle, „tuifhaus“ genannt, hergeleitet. Dieser Name wird auch als Flurbezeichnung auf einer handgezeichneten Karte aus der zweiten Hälfte des 16. Jahrhunderts verwendet.

### Weidenbach

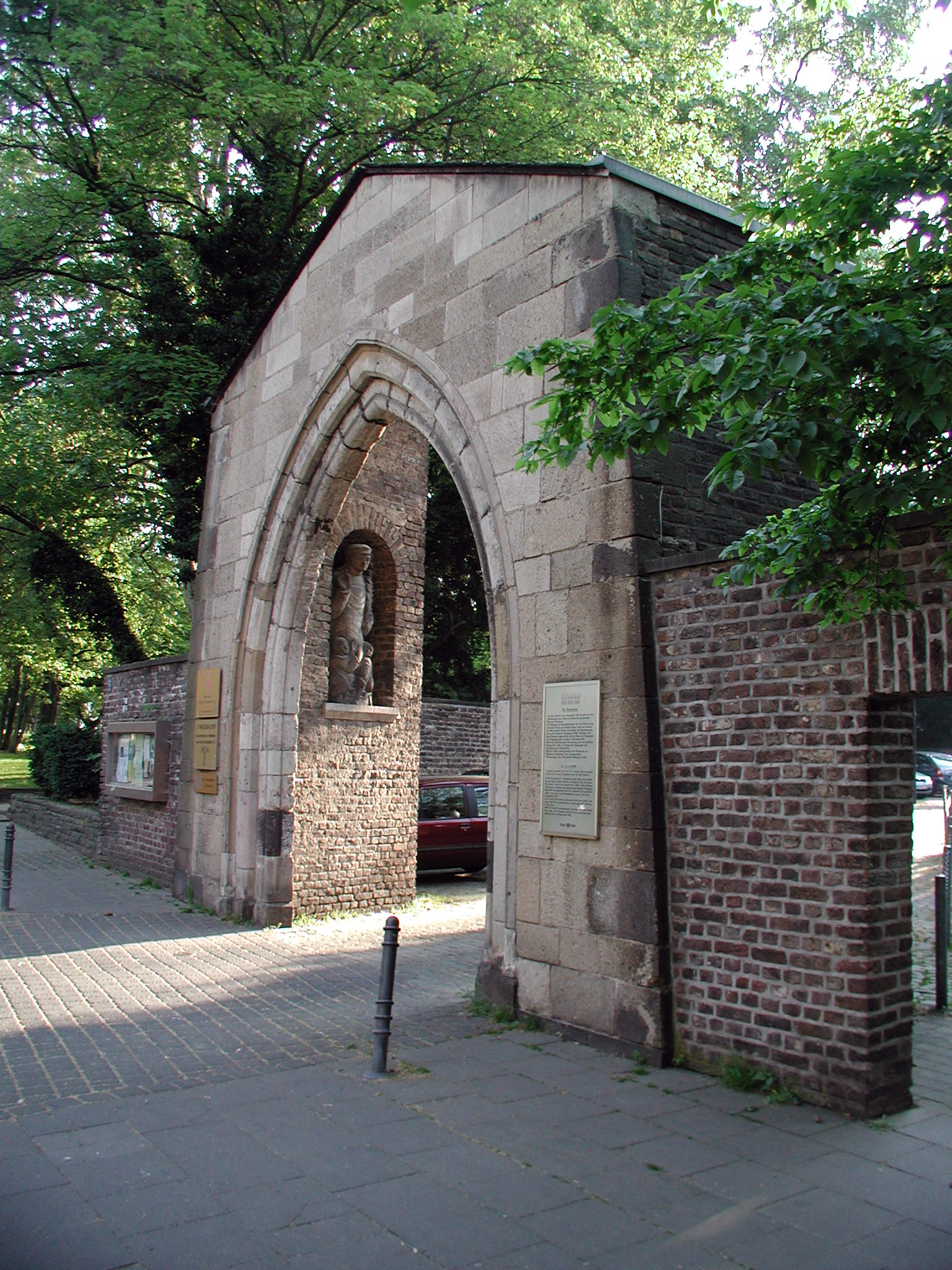
Tor zu Sankt Pantaleon

Die Straße „Am Weidenbach“, ehemals auch Bachstraße genannt, verläuft heute zwischen Salierring und „Neue Weyerstraße“.
Hier, hinter der Mauer und dem „Bachtor“, erreichte der Duffesbach befestigtes reichsstädtisches Gebiet. (Die dritte mittelalterliche Stadterweiterung war 1259 abgeschlossen).
Der Weidenbach kreuzt auch die „Wallstraßen“, die ehemals unmittelbar hinter der Stadtmauer verlaufenden Wege, hier Pantaleons- und Kartäuserwall. Das „Pantaleonstor“ befand sich als Teil dieser Stadtbefestigung zwischen dem „Bachtor“ und der Ulrepforte am Kartäuserwall. Es wurde schon im 16. Jahrhundert, wahrscheinlich im Zusammenhang von Kriegsereignissen, zugemauert. Im 18. Jahrhundert wurde es mit einem 30 Meter hohen Turm versehen und diente dann als Mühle. Das Gebäude wurde um 1883 abgebrochen.

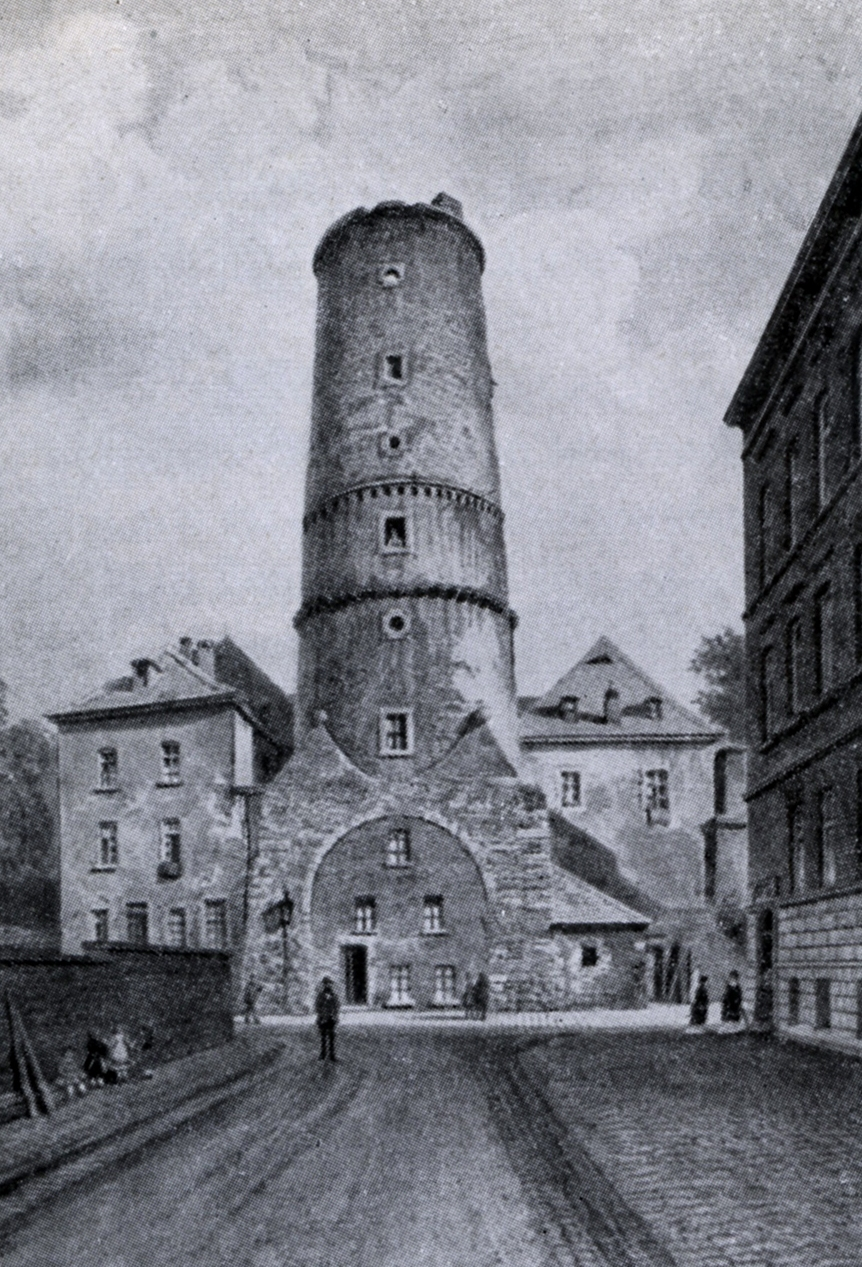
Die Pantaleonsmühle um 1880

Die Straße führte im Mittelalter als „Wasserweg“ vom Bachtor (seit 1730 Mühle) in der alten südlichen Stadtmauer beginnend bis zur Weyerstraße. Eine weiherartige Stauung des Duffesbaches entstand durch das halbwegs ebene Gelände innerhalb der Befestigung, bevor das Gelände ab dem Pantaleonsberg über den Rot(h)gerberbach in Richtung Rhein leicht abfällt. Der Weidenbach mit Ufergelände wird 1325 „bacstraze“ (Bachstraße) genannt und 1355 mit dem Namen „wiydenbach“ erstmals im Zusammenhang mit mehreren Wohnstätten bezeugt.
Dass es sich hierbei um eine offenbar größere Wasserfläche handelte, geht auch durch die Angabe zum nicht weit entfernten, zu den offenen Feldtoren gehörenden und 1889 niedergelegten Weyertor hervor. Schon 1232 hat es den Namen „porta piscine“ (piscinae).
Am Ende des Weidenbachs befand sich das 1402 durch die „Brüder vom gemeinsamen Leben“ gegründete „Kloster Weidenbach“ und die Abtei St. Pantaleon. 1571 findet die Straße Erwähnung im Mercatorplan als „Off der weschbach“. 1797 heißt sie „Auf der kleinen Feldbach“, und 1812/13 erhält sie für kurze Zeit den französischen Namen „Ruisseau des Saules“ – Weidenbach.
Auf die vergangene Zeit verweist mit ihrem Namen „Michael“ auch eine kleine Nebenstraße. Das zum Patrozinium St. Michael gehörende „Kloster Weidenbach“ wurde 1793 aufgehoben. St. Pantaleon wurde Anfang des 19. Jahrhunderts für kurze Zeit evangelische Garnisonkirche. Auf dem Mittelturm wurde ein optischer Telegraph installiert, an den noch die dem „Am Weidenbach“ gegenüberliegende „Große Telegraphenstraße“ erinnert.

### Rothgerberbach

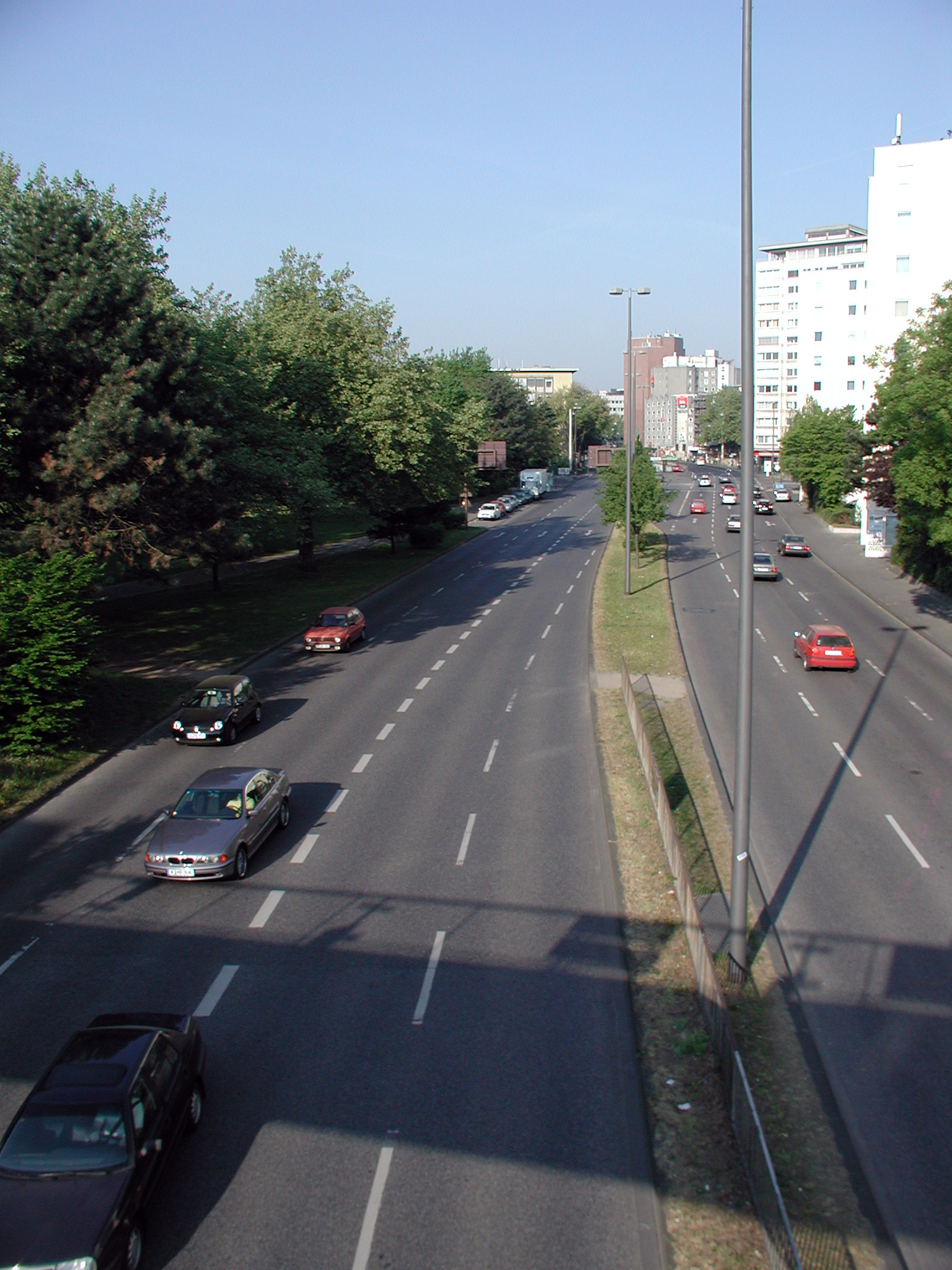
Der Rothgerberbach Richtung Weyerstraße

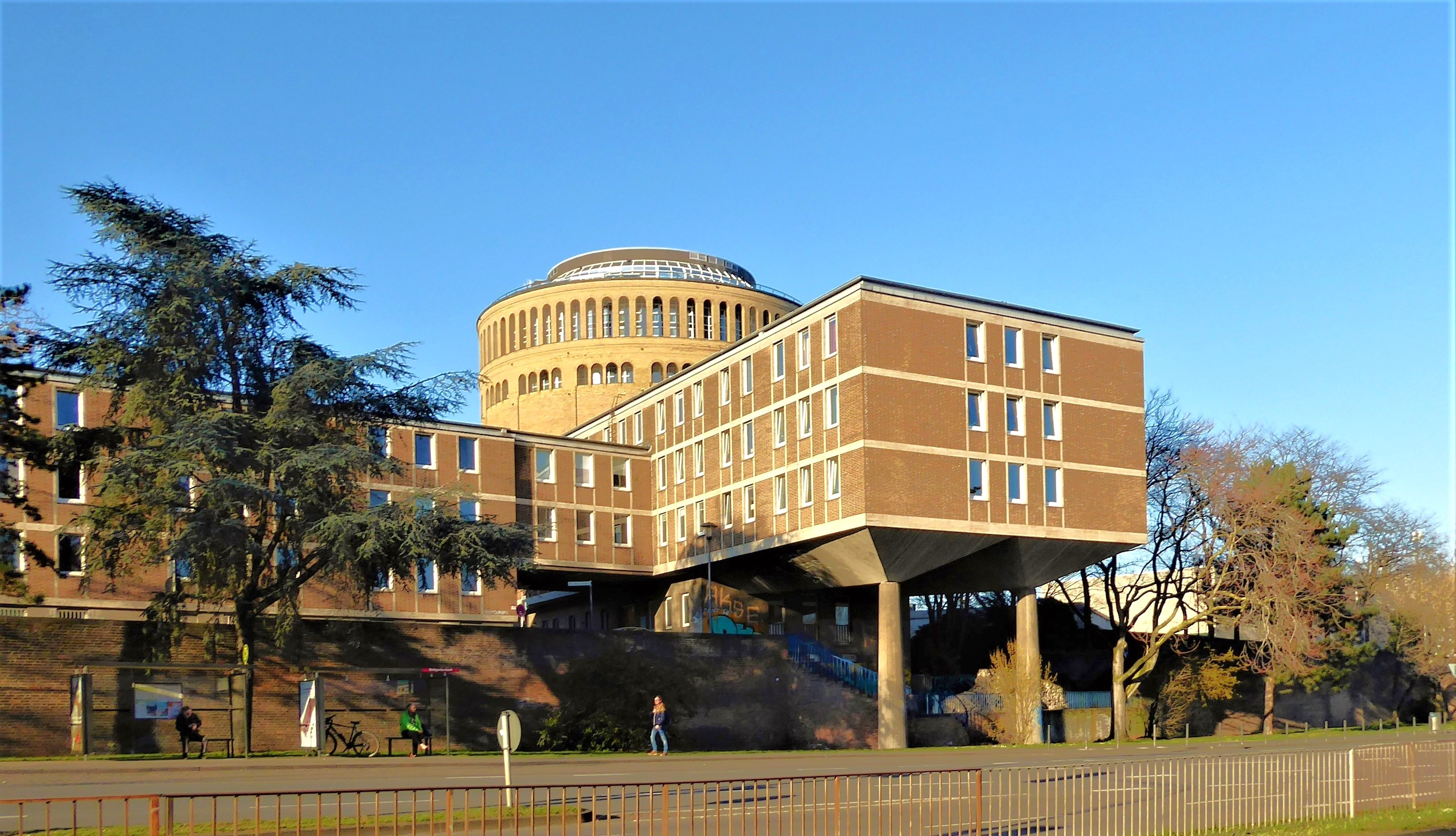
Blaubach, sogenannter Kaufmannshof Hanse auf Stelzen über der Römermauer

Die Straße „Rot(h)gerberbach“ verbindet heute die Weyerstraße mit der Straße „Blaubach“. Ehemals nahm die mittelalterliche Bezeichnung „up der bach“, „under der velpluckeren“ (Abdecker), „unter den loerern“ (Lohgerbern; so wurden im Spätmittelalter die Rotgerber genannt) Bezug auf das Gewerbe der Gerber. Dies war ein wesentlicher Erwerbszweig im mittelalterlichen Köln. Noch im ausklingenden 18. Jahrhundert sagte man „Auf der Alten Maur ohnweit der Feldbach“. Die an der Griechenpforte beginnende oberhalb und parallel zum Rothgerberbach verlaufende kleine Straße „Alte Mauer am Bach“ erinnert noch an die alte „Bachstraße“.

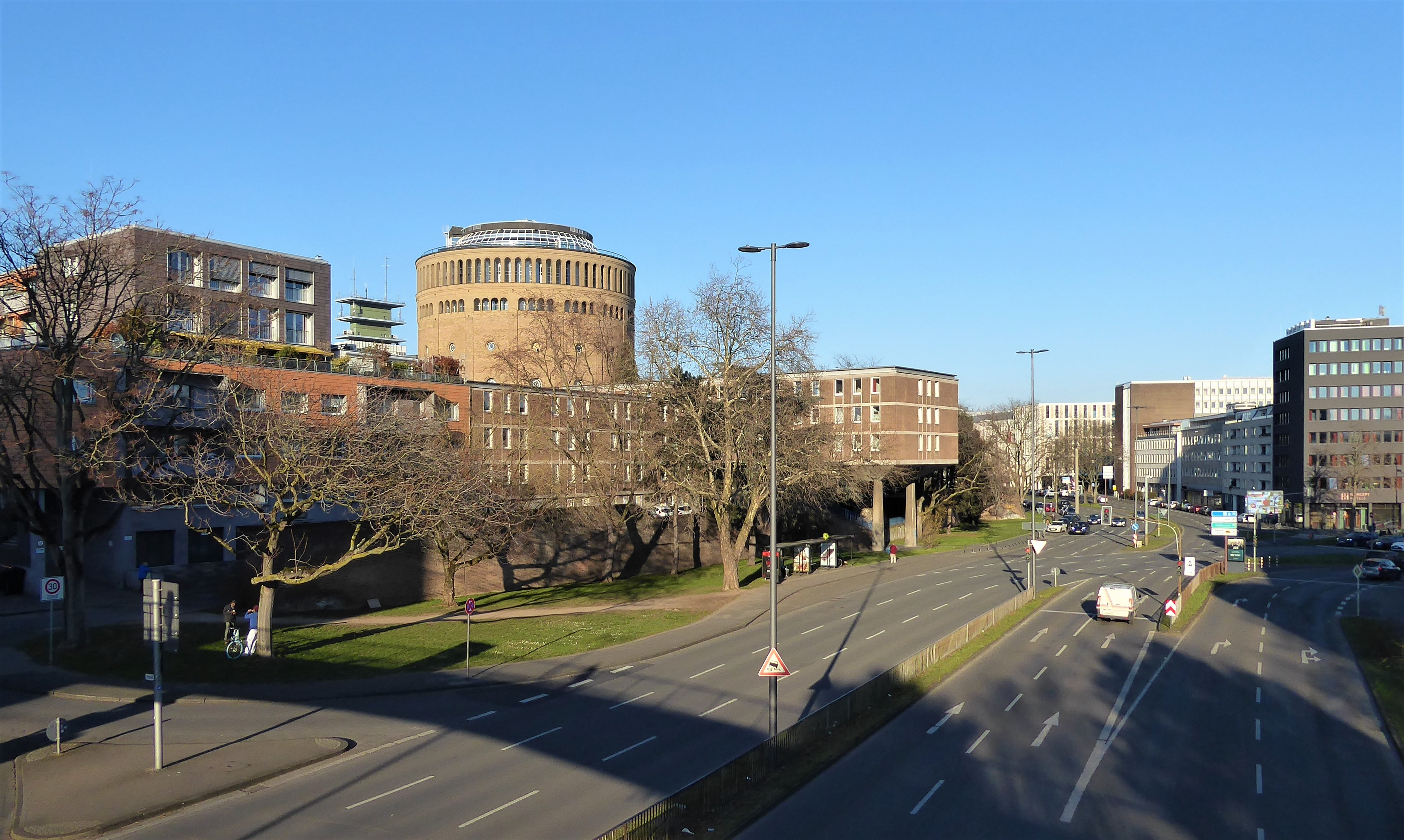
Rothgerberbach Richtung Blaubach, im Hintergrund links der Wasserturm

### Blaubach

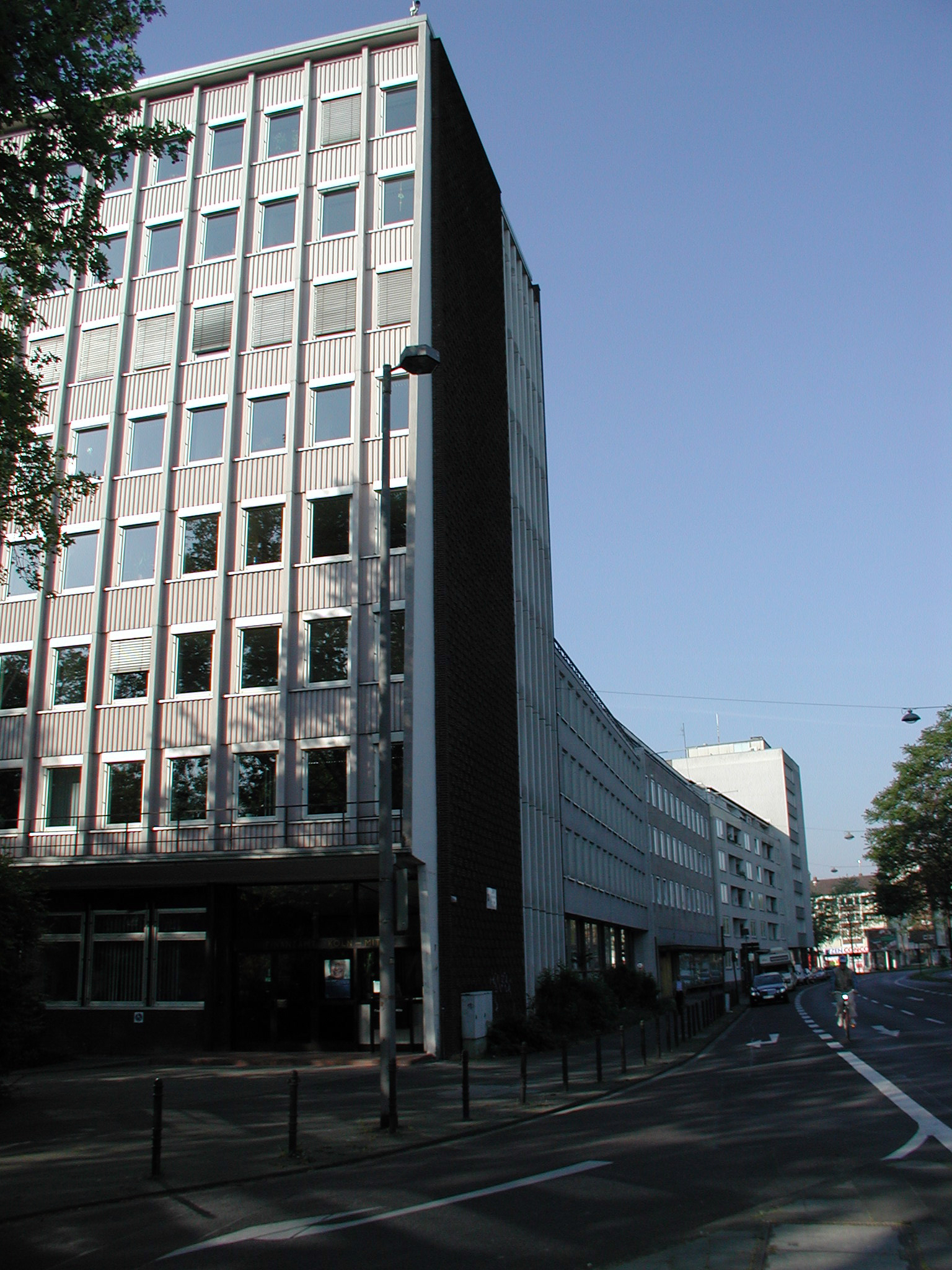
Der Blaubach mit Finanzamt Köln-Mitte

Die Straße „Blaubach“, zwischen Waidmarkt und Rot(h)gerberbach gelegen, wird auch älter „Bloobach“ in schriftlicher Überlieferung „in ripa“, um 1200 „super ripam“ und im 16. Jahrhundert „super rivolum“, auch „under blaferber“ meist aber „uff der bach“ genannt.
Es folgt die französische Bezeichnung „Rue des Teinturers“ (Färber), hergeleitet vom historischen Namen „under blaferber“.
Die Färber, die sich zu damaliger Zeit am Waidmarkt und Blaubach angesiedelt hatten, um mit Hilfe des natürlichen Rohstoffes „Waid“ (Isatis tinctoria) und des Bachwassers Tuche zu färben, waren für diesen Abschnitt die ersten Namensgeber.

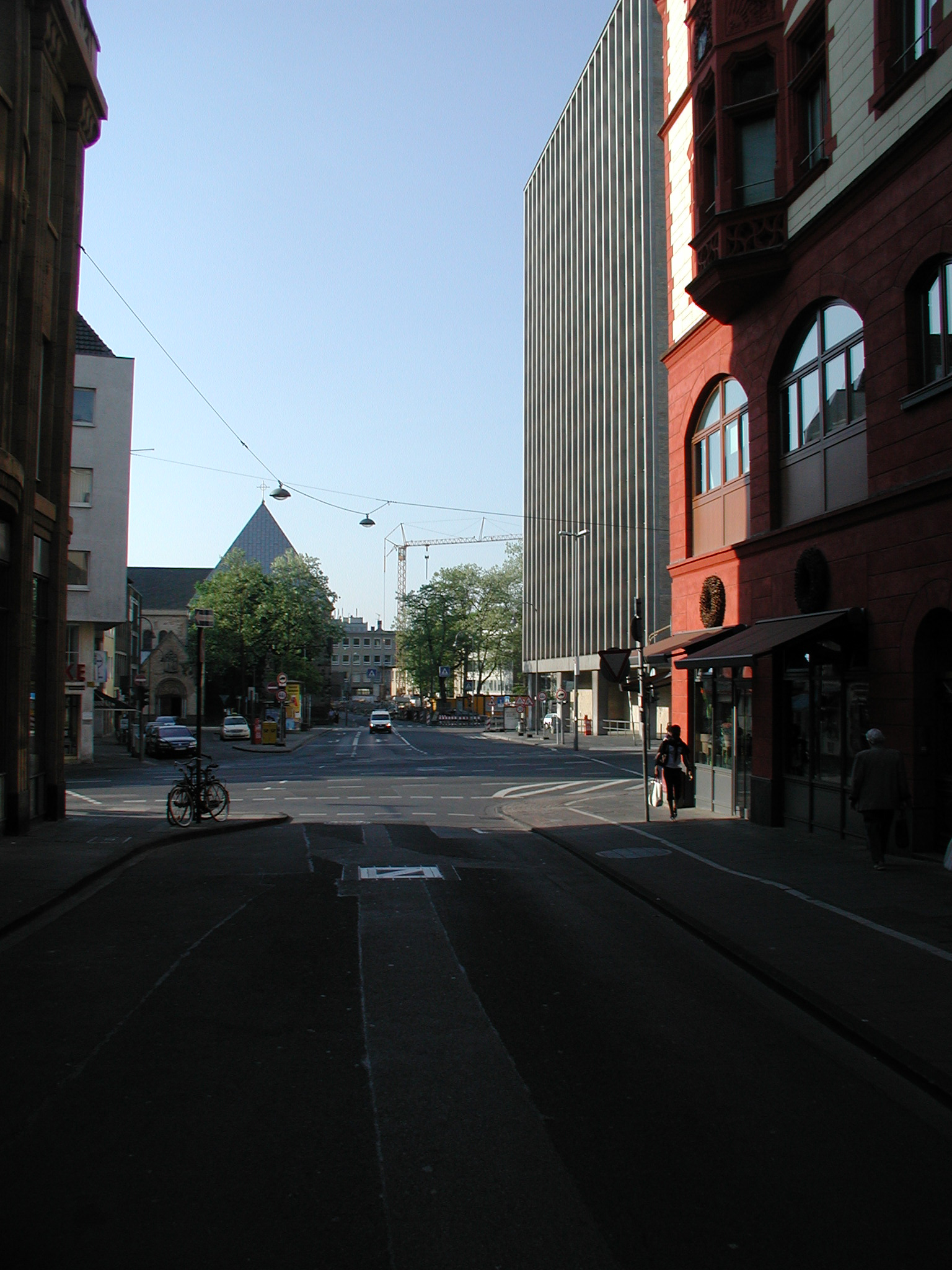
Blick auf den Waidmarkt

Der zwischen Blau- und Mühlenbach liegende „Waidmarkt“ war der Hauptumschlagsort für den vor allem in Thüringen produzierten Waidindigo, der nach abgeschlossenem Gärungsprozess gebrauchsfertig vornehmlich nach Sachsen oder in die Tuchstadt Köln exportiert wurde. Tuchhändler und Weber wurden durch ihre Zunft, die „Gewandzunft“, vertreten. Im Jahre 1371 kommt es zur sogenannten Weberschlacht auf dem Waidmarkt. Mit der Niederlage der Weber findet ein gegen den Rat der Stadt gerichtetes Herrschaftsstreben der mächtigen Zunft ein blutiges Ende.

### Mühlenbach
Die Straße „Mühlenbach“, zwischen Waidmarkt und Filzengraben gelegen, führte ursprünglich durchgehend bis zur ehemaligen Malzmühle. Noch heute ist das Abfallen des Geländes ab dem Waidmarkt zum Rhein hin augenfällig. Dieses vorhandene Gefälle des Baches, notwendig um ein Mühlrad mit Wasserkraft zu betreiben, bewog die Stadtväter Kölns im Jahr 1572, „am Baach“ eine Mühle erbauen zu lassen. Sie war der Namensgeber des Abschnittes Mühlenbach und bestand bis zum Jahr 1853. An der Kreuzung zur Hohe Pforte stand das gleichnamige Römertor, wo die Militärstraße von Mainz nach Xanten die Stadt erreichte und sie als „cardo maximus“ bis zur Pfaffenpforte durchlief.

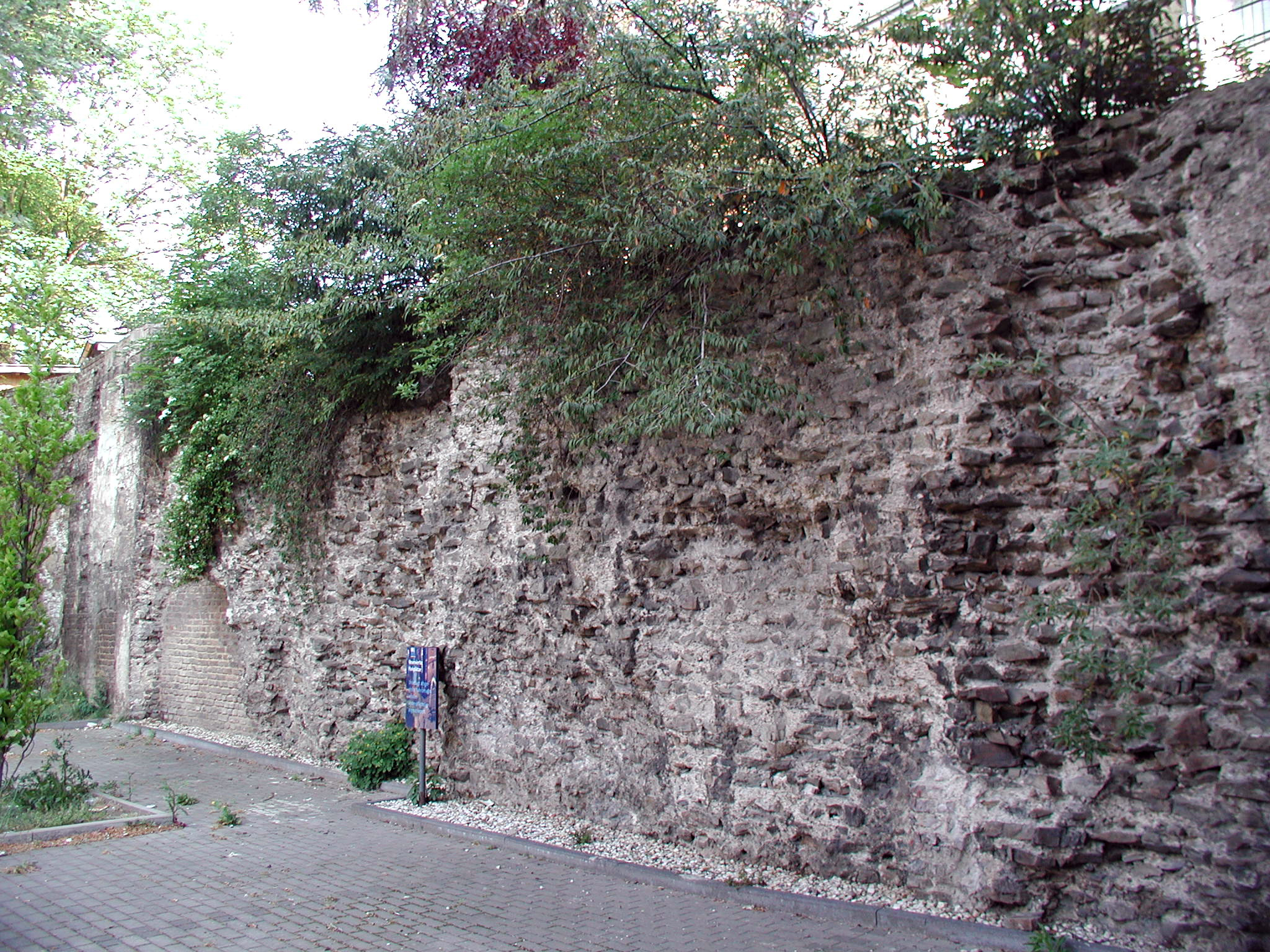
Teilstück der römischen Mauer am Mühlenbach
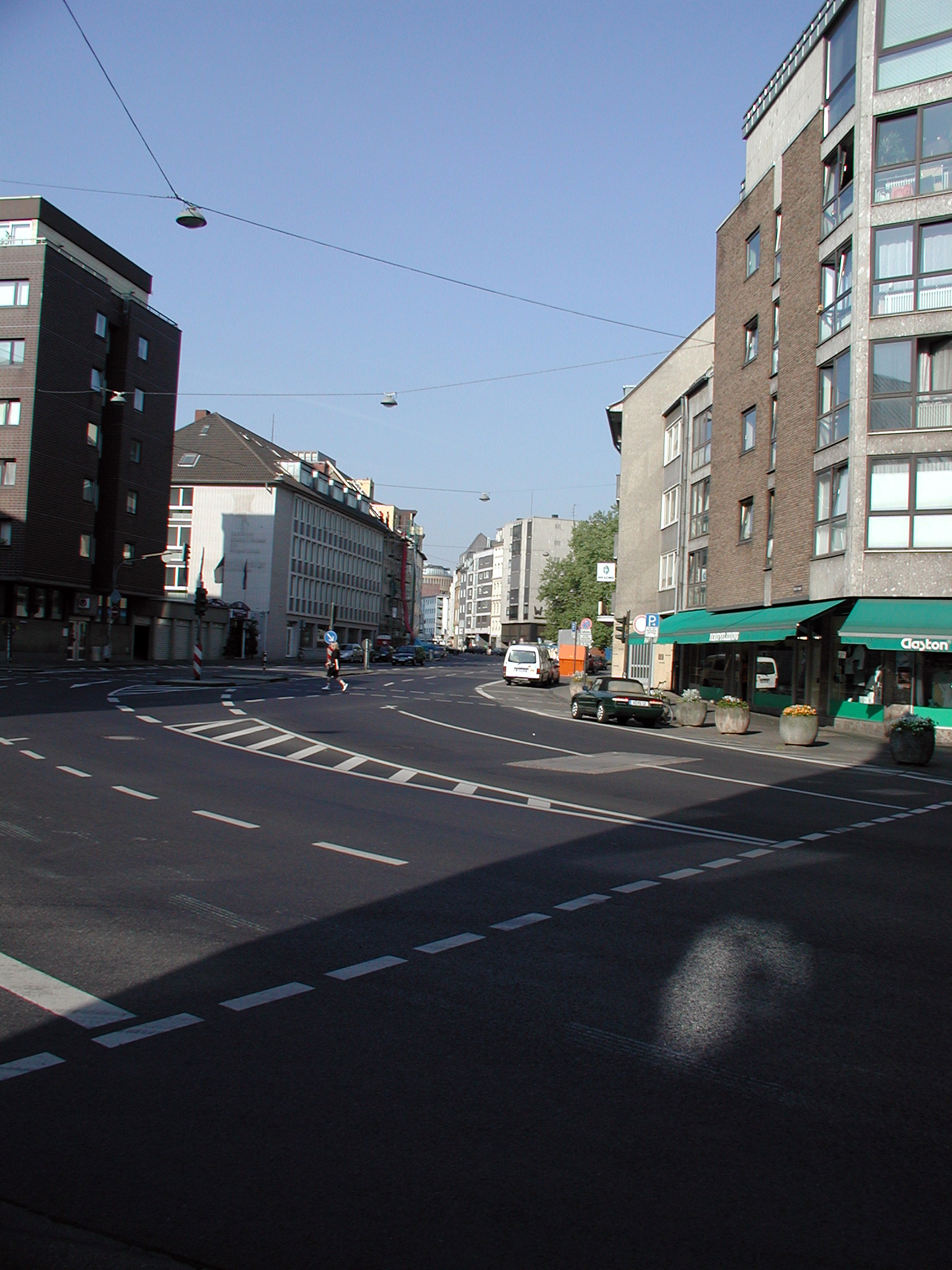
Blick auf den Mühlenbach
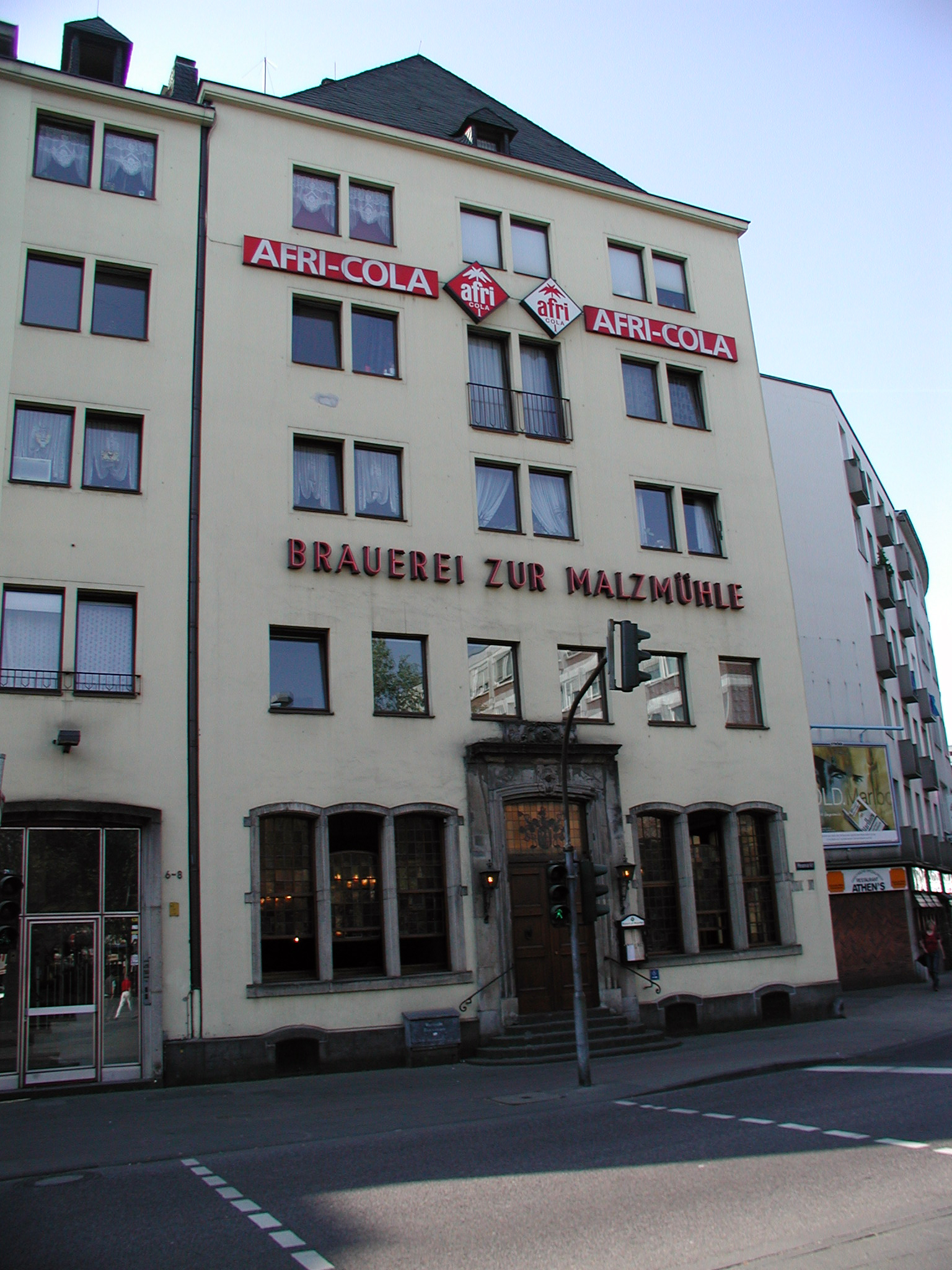
Die heutige Brauerei zur Malzmühle
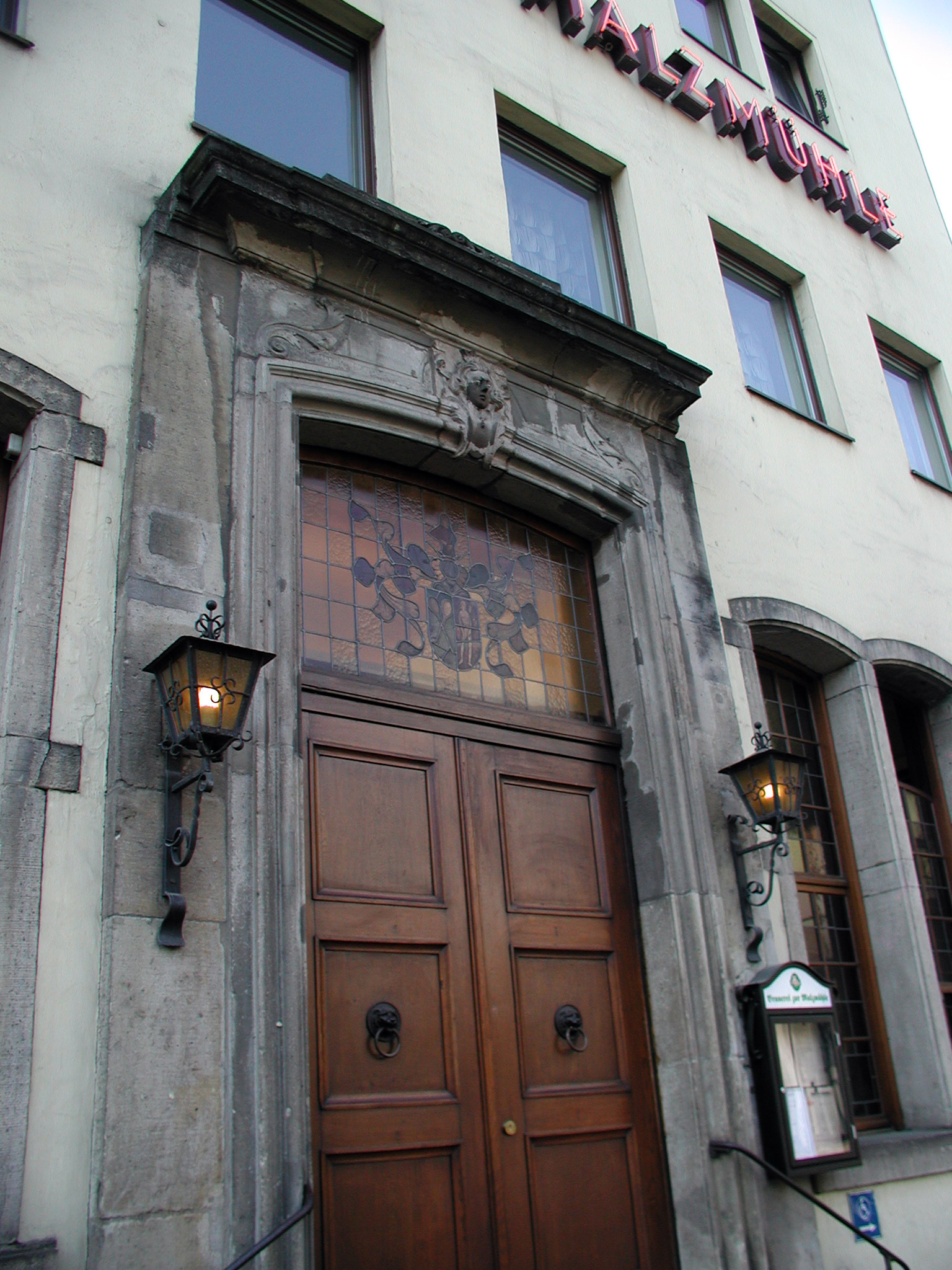
Brauhaus zur Malzmühle

Im Juli 1572 beschreibt der Kölner Ratsherr und Chronist Hermann von Weinsberg ausführlich in seinem erhaltenen, mittlerweile übersetzten, „Buch Weinsberg“ die offenbar technisch schwierige und aufwändige Konstruktion der neuen städtischen Malzmühle mit dem zugehörigen Wasserkanal. Die Mühle stand auf der „Baach“, dem späteren Mühlenbach, gegenüber der heute dort einmündenden Mathiasstraße.

### Filzengraben
Die Straße „Filzengraben“ ist die heutige Verlängerung der Straße „Mühlenbach“. Sie endet kurz vor dem Rhein vor der Straße „Holzwerft“.
Anfänglich nannte man sie nur den Stadtgraben (civitatis fossa). Dieser Stadtgraben bildete die Grenze zu den jenseits des Grabens liegenden neueren Vierteln um St. Severin (Vrings-Veedel) und um St. Maria in Lyskirchen. Im 15. Jahrhundert schreibt man „gegenüber der brüggen in dem Vilzegraven zo Lijskirchen wart“ (wärts).
Dass der Name sich auf Filzherstellung oder dessen Verarbeitung bezieht, ist nicht sicher, von einem Gewerbe der Filzmacher in dieser Straße wird nicht berichtet. Dagegen scheinen sich hier die „Fassb(e)inder“ angesiedelt zu haben, die am Filzengraben im 16. Jahrhundert ihr prachtvolles Zunfthaus erbauten. Die am Filzengraben stehende evangelische Trinitatiskirche wurde erst 1860 erbaut. Die nur wenige Schritte vom Filzengraben entfernt stehende, aus dem 13. Jahrhundert stammende und vor der römischen Stadtmauer gelegene Kirche St. Maria in Lyskirchen, ist und war die eigentliche „Stammkirche“ des Viertels. Von 1639 bis 1802 bestand am Filzengraben das Servitinnenkloster St. Lucia der Servitinnen

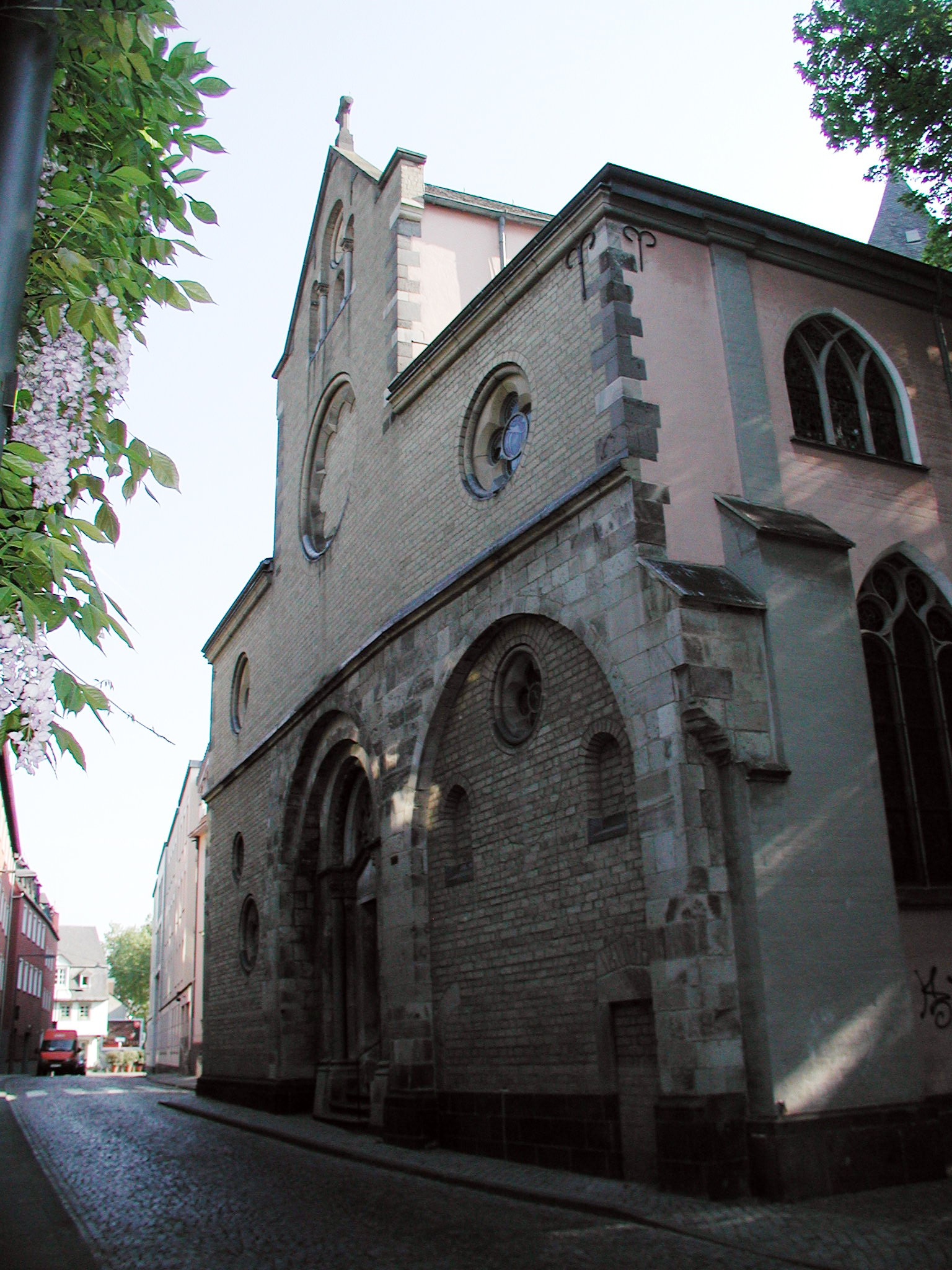
St. Maria Lyskirchen
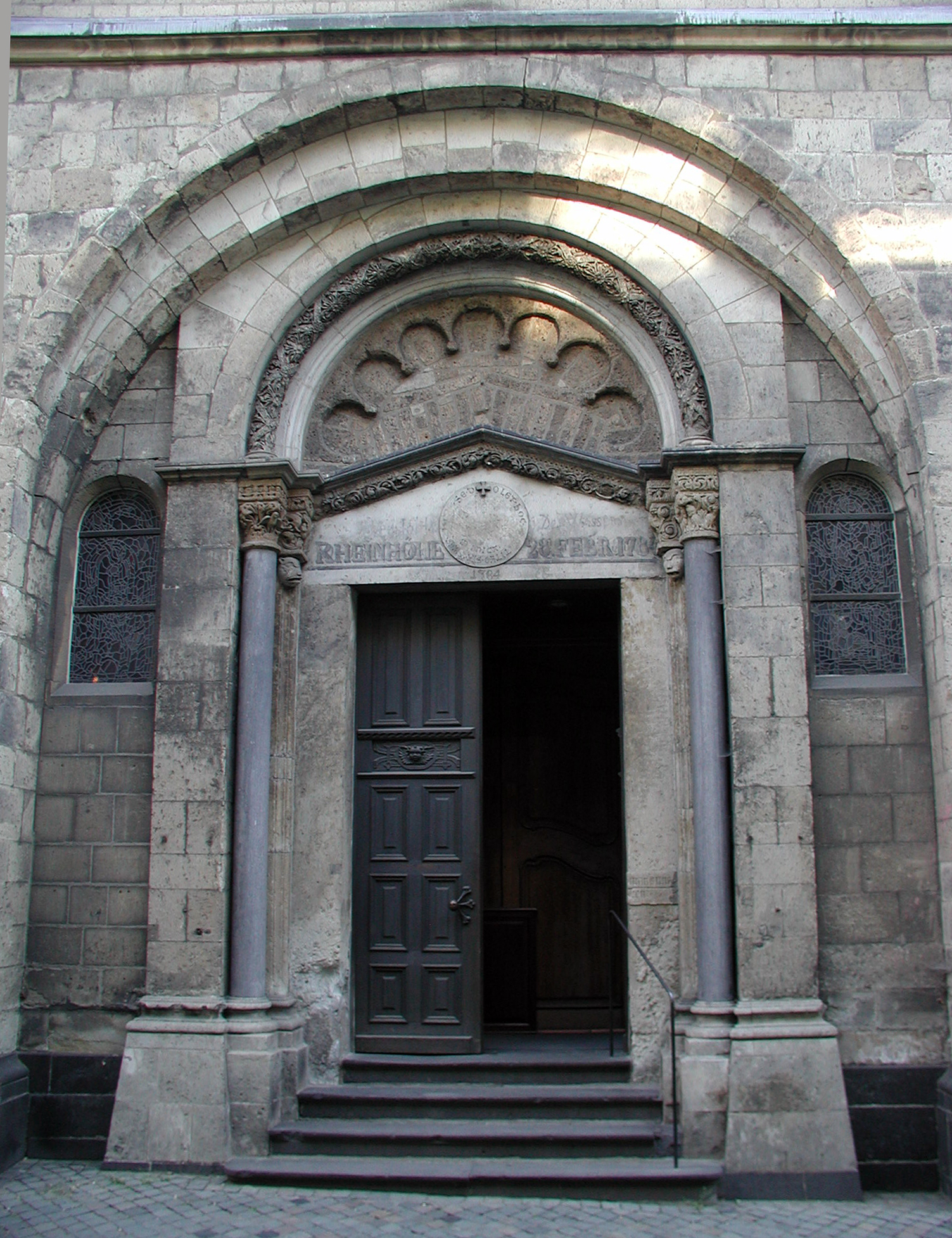
Detail
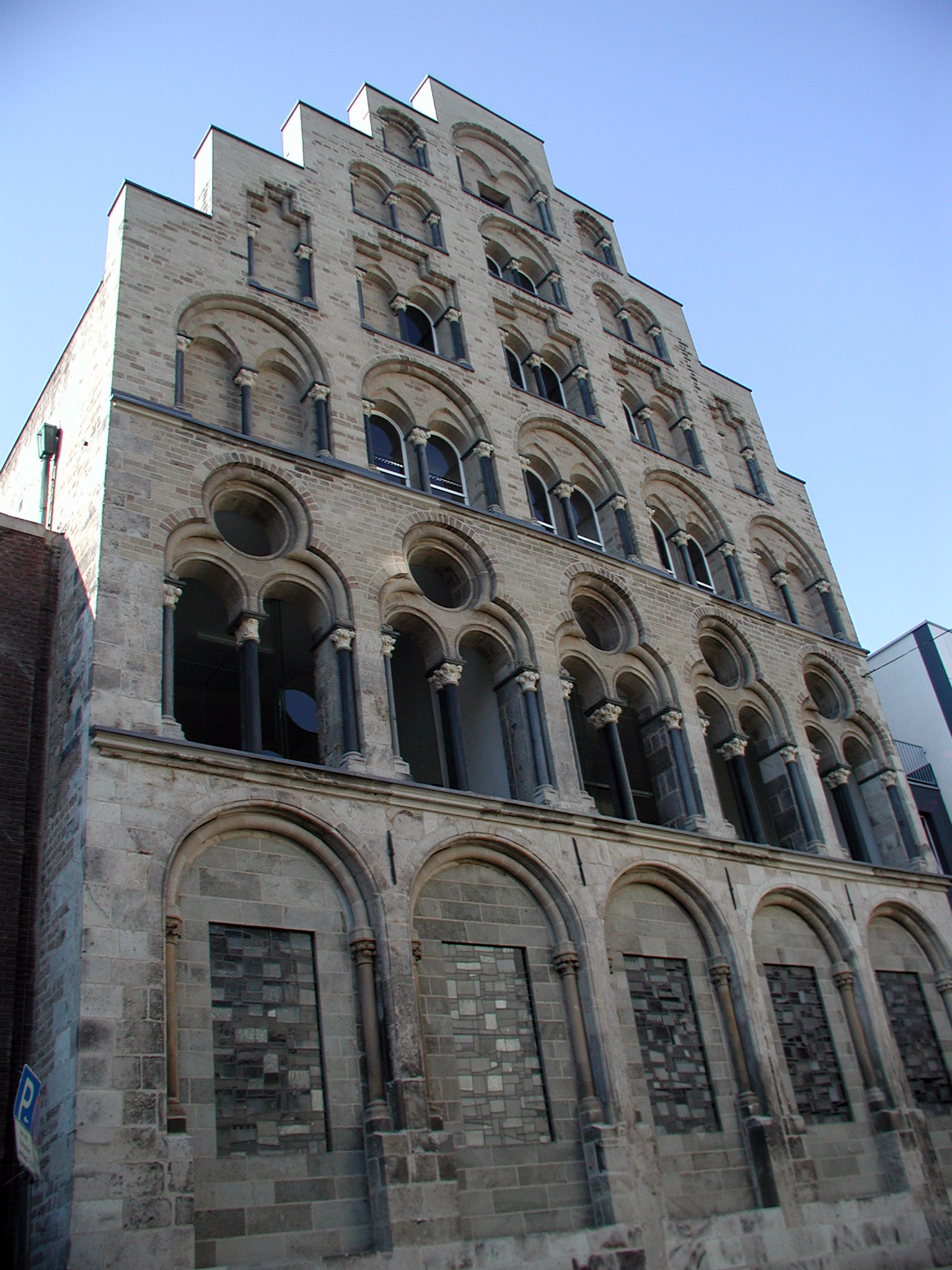
Haus der Overstolzen (1230)
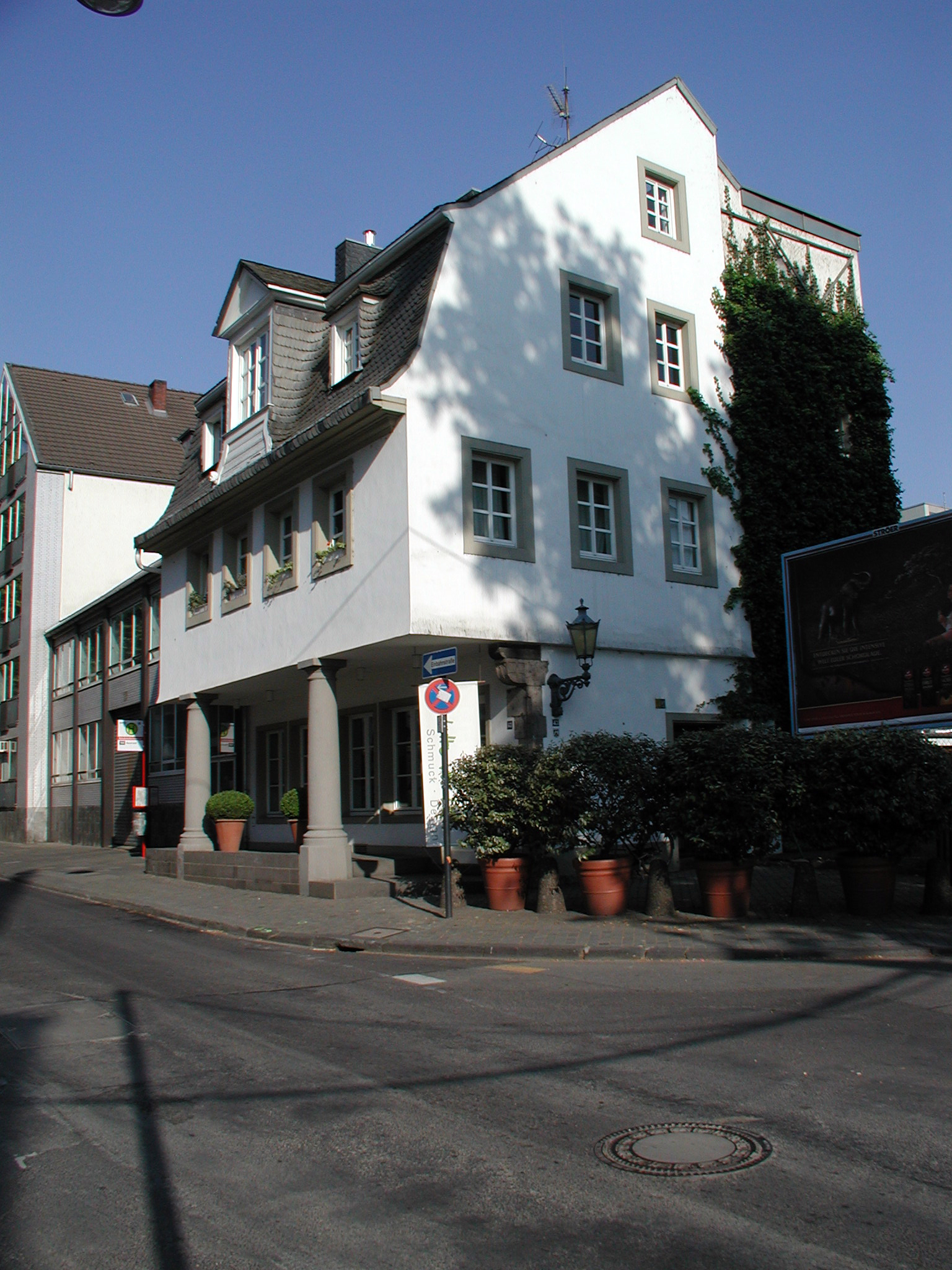
„Vromoltshaus“, ein Laubenganghaus

Ein weiteres Relikt vergangener Zeit ist das 1312 erstmals erwähnte „Vromoltshaus“, welches im Zweiten Weltkrieg erheblich beschädigt wurde.
Das „Overstolzenhaus“, ein im Jahre 1230 erbautes romanisches Patrizierhaus, zwischen der Rheingasse und dem Filzengraben gelegen, beherbergt nach seiner Restaurierung heute Teile der Kunsthochschule für Medien und ist eine herausragende Sehenswürdigkeit des Viertels um den Filzengraben. Nach der Restaurierung veranschaulichen sie heute die im Mittelalter verbreiteten Wohnhaustypen wohlhabender Kölner im Stadtgebiet.
Von seiner letzten Station, der Straße an der Malzmühle, kommend, durchfließt „de Baach“ den Filzengraben und mündet in den Rhein.